# Tourismus in St. Helena, Ascension und Tristan da Cunha

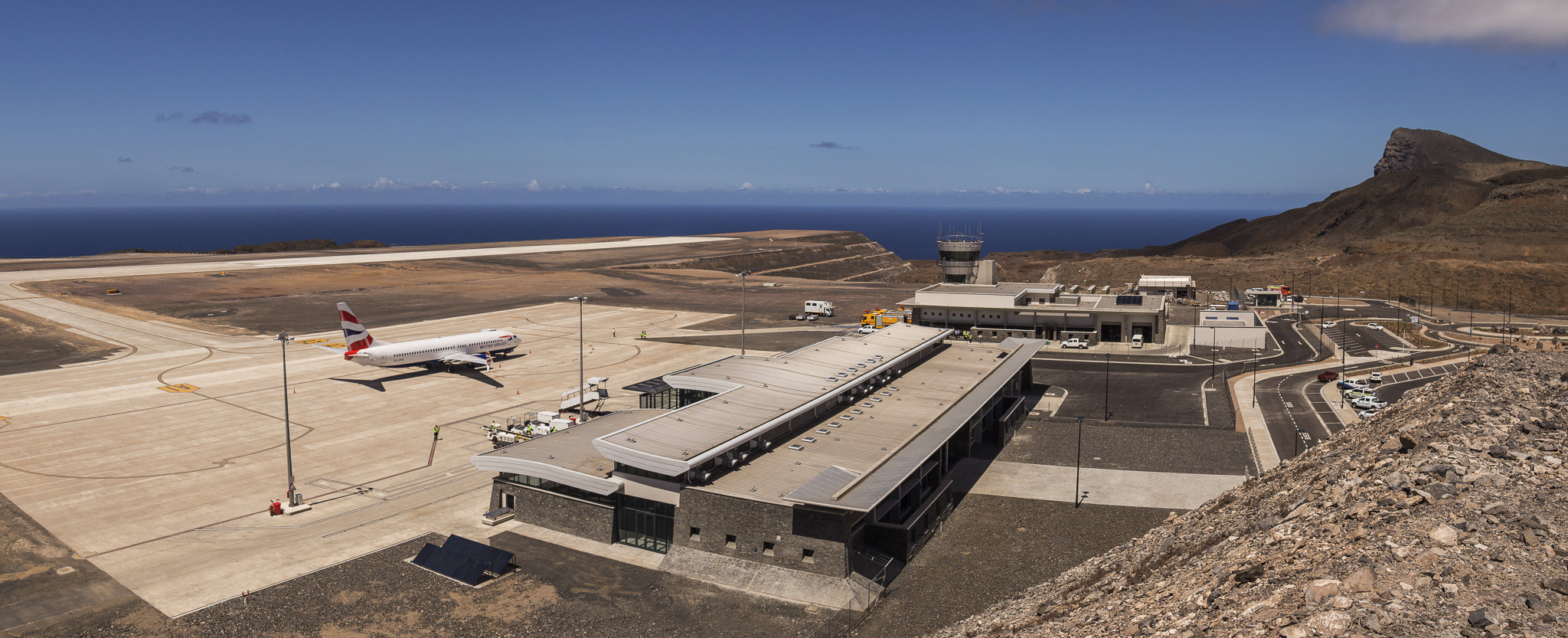
Flughafen St. Helena

Der Tourismus in St. Helena, Ascension und Tristan da Cunha spielt für das Britische Überseegebiet eine wichtige wirtschaftliche Rolle. Während St. Helena regelmäßig durch die St. Helena (bis Februar 2018; seitdem über den Flughafen St. Helena) und Kreuzfahrtschiffe für Touristen zugänglich gemacht wird, erreichen Ascension und Tristan da Cunha in absoluten Zahlen deutlich weniger Touristen.

## St. Helena
Mit der Eröffnung des Flughafens St. Helena für den Linienverkehr sollte die Insel mehr Reisenden zugänglich gemacht werden. Es wird von einer Zunahme von 1400 (Stand 2016) auf 2000 Reisende bis 2020 ausgegangen. Womöglich könnten 2020 auch bis zu 7700 Touristen die Insel besuchen. Regierungsangaben nach besuchten 2011 um die 1800 Reisende die Insel, 2015 waren es bereits 2300. Bis 2020 rechne man mit 7050 bis 8800 Reisenden. 2011 betrugen die Ausgaben der Reisenden auf der Insel gut 600.000 Pfund Sterling, was bis 2015 auf bis zu 821.000 stieg. Das britische Entwicklungsministerium sprach 2012 von 3356 Reisenden. Während 2017 noch 4266 Reisende auf die Insel kamen, waren es 2019 bereits 5135. Hiervon kamen etwa 80 Prozent per Flugzeug. 141 Unterkunftszimmer stehen (2019/20) zur Verfügung. Sie blieben durchschnittlich elf Tage und gaben geschätzte 4 Millionen Pfund aus.
Durch die eingeschränkte Nutzbarkeit des Flughafens (kleine Maschine nur einmal wöchentlich) wird die gewünschte finanzielle Unabhängigkeit der Insel durch wachsenden Tourismus kontrovers gesehen.

## Ascension
Bis 2002 gab es, aufgrund der Abgeschiedenheit der Insel und dem Mangel an Unterkünften, praktisch keinerlei Tourismus auf Ascension. Regelmäßige Flugverbindungen zum Wideawake-Flugfeld durch die Royal Air Force haben die Zahl der Reisenden seitdem erhöht. Die Flüge wurden 2017 eingestellt. Das einzige Hotel, das Obsidian Hotel in Georgetown, wurde im September 2017 geschlossen.

## Tristan da Cunha
Tristan da Cunha ist die abgeschiedenste Inselgruppe des Überseegebietes und wird im Jahr von nur wenigen Touristen vor allem durch Kreuzfahrten besucht.